# Espoliació arqueològica i artística
Hom denomina espoliació, saqueig o pillatge arqueològic i artístic el delicte consistent en la confiscació del patrimoni històric, arqueològic i artístic per part de professionals amb afany de lucre, per col·leccionistes, per arqueòlegs aficionats i inexperts, antiquaris sense escrúpols o turistes, sense el permís ni la informació prèvia de les autoritats civils i governatives dels llocs saquejats ni respecte a les lleis de protecció de béns culturals. És freqüent l'ús de material d'espoliació en edificacions medievals, especialment romàniques; les fonts d'aquests materials solen ésser antigues edificacions d'època romana pròximes a la nova construcció.

## Història
El saqueig del patrimoni artístic s'ha dut a terme en tots els temps i per tota mena de gent, fins i tot amb autorització dels governs nacionals per a abastir els museus, perquè des de tothora ha existit el col·leccionisme. Els romans varen ésser uns grans col·leccionistes d'antiguitats gregues. A partir del segle iii aC. els rics conqueridors varen començar a formar col·leccions i participar en una primera fase del pillatge a gran escala de la Grècia Clàssica. A l'edat mitjana i després del pillatge dels bàrbars, les antiguitats no suscitaren tanta admiració, tot i que no és estrany trobar elements arquitectònics procedents d'arquitectures romanes clàssiques inclosos en noves construccions. El trànsit d'objectes culturals, però, va continuar. Un primer gabinet d'antiguitats es va formar al segle xii a Roma. A Venècia un fort comerç d'antiguitats, en part d'origen oriental, es va desenvolupar des del segle xiv. La reunió de col·leccions no neix, doncs, amb el Renaixement i l'humanisme, tot i que es revitalitza fortament amb aquests dos moviments, però és estès també a l'antiguitat romana.
L'afició va començar primer entre els humanistes i erudits, però després es va estendre als prínceps i mecenes de la noblesa. El 1509 Francesco Albertini escriu el seu Opusculum de Mirabilibus novae et veteris Urbis Romae, imprès l'any següent, al qual varen seguir obres semblants de Flavio Biondo, Andrea Fulvio, Lucio Faune o l'opuscle d'Andrea Palladio L'Antichità di Roma, i en la primera meitat del XVI es comencen a cercar estàtues per tota Roma i se susciten amb aquest motiu rivalitats aferrissades entre les més anomenades famílies de la noblesa local. El marxandatge d'aquests béns floreix i els preus s'eleven considerablement. Francesc I de Mèdici dedica un pavelló de casa per a fer-hi una Roma del nord i la major part de les corts d'Europa segueixen aquest exemple.

### Als segles XVII i XVIII
Al segle xvii s'obre el període dels grans viatges, especialment a Grècia. El col·leccionisme és entès com un acte de prestigi per part d'aficionats i de prínceps, de vegades animat per un veritable desig de conèixer l'Antiguitat. Els viatges augmenten més al segle xviii. S'estén el costum a les universitats de fer un «grand tour» mediterrani després dels estudis universitaris per a aprendre idiomes i iniciar col·leccions. S'anuncia l'era del viatge romàntic. Les potències europees envien missions a Grècia a la recerca de medalles i d'estàtues. Sorgeix alhora a Itàlia l'"Etruscomanía" amb el descobriment de grans i riques necròpolis. L'arqueologia romana es reforça amb les excavacions d'Herculà (1738) i Pompeia (1748).

### La creació dels grans museus, el segle XIX
Al final del xviii i començament del XIX la demanda d'antiguitats per part dels estats i els col·leccionistes es fa tan gran que es creen els grans museus. El Museu Britànic fou fundat el 1753, i és un dels més polèmics i criticats al costat del Louvre, per la forma en què ha aconseguit el patrimoni. Molts països com Grècia, Egipte o Nigèria es consideren espoliats per Anglaterra i demanen la devolució de les obres d'art al seu lloc d'origen. També es creen el Museu Napoleònic el 1801, la Gliptoteca de Múnic el 1830, etc. El 1796, quan Bonaparte es llança a la campanya d'Itàlia, saqueja les obres artístiques i antiguitats Clàssiques i del Renaixement, incloent en els tractats de pau la imposició del lliurament d'obres d'art als vencedors per part dels vençuts; Napoleó convocà una comissió del Directori per a triar allò que havia d'ésser portat a París en el seu pillatge sistemàtic. Fins i tot el mateix Papa va haver de cedir moltes obres d'art i antiguitats. Entre les obres italianes saquejades més notables, destaquen els cavalls de Sant Marc i la pintura Les noces de Canà a Venècia, i l'escultura de Laocoont i els seus fills a Roma. Aquest botí va arribar a París el 1798.
La campanya d'Egipte (1798-1800) va obrir la porta d'una nova civilització als museus europeus, però aquesta vegada Bonaparte va incloure en el seu pillatge arqueòlegs, científics i erudits com Jean-François Champollion, la Commission des sciences et des arts formada per més de 170 especialistes: astrònoms, metges, botànics, escriptors, compositors, impressors, orientalistes, dibuixants ... Sorgeixen els diplomàtics-arqueòlegs-mercaders que proveeixen els grans museus europeus. Com que a Grècia no hi ha un poder polític sòlid durant la primera meitat del XIX, continua l'espoliació. És el cas del desmuntatge dels frisos del Partenó per lord Thomas Bruce, VII Comte d'Elgin (1801), llavors ambaixador de la Gran Bretanya a Constantinoble davant de l'Imperi Otomà (el terme elginisme fa referència a aquesta pràctica del comte d'Elgin). La independència de Grècia canvia les coses: la jove nació promulga una llei per protegir el seu patrimoni artístic.
Altres indrets menys exòtics, com Mallorca, també foren objecte de compra i desplaçament d'objectes històrics i arquitectònics de gran valor. És el cas del pati gòtic de Can Aiamans, dit també Posada de l'Estorell, que fou desmuntat a final del segle xix i venut el 1925 a l'antiquari Josep Costa Ferrer. Quatre anys més tard, el marxant d'art Arthur Byne el comprà per al magnat americà William Randolph Hearst, que se l'endugué als Estats Units. De llavors ençà, es desconeix la localització de les peces.
Es creen els primers museus americans (el Metropolitan Museum de Nova York i el Boston Museum of Fine Arts el 1870), i sorgeix una nova demanda d'antiguitats clàssiques i, també, d'arqueologia precolombina. Les desamortitzacions originen l'abandonament o venda d'alguns llocs i objectes artístics religiosos, per la qual cosa el patrimoni cultural es dispersa. Els turistes reemplacen els humanistes, els artistes, els diplomàtics i els aventurers. A la caiguda de l'Imperi Otomà se'n van els arqueòlegs a cercar nous tresors. Heinrich Schliemann, un col·leccionista, desenterra Troia i s'emporta l'anomenat Tresor d'Atreu sense permís.
L'arqueologia és al segle xx una metodologia científica per a datar la cronologia de les peces i comença a ésser especialment sensible el saqueig inexpert dels béns culturals. Les legislacions estableixen la protecció i els controls estrictes d'exportació de béns culturals. Sorgeixen les primeres conferències i convencions internacionals per posar límit al pillatge sistemàtic. Els beduïns trenquen i destrossen un bé tan important descobert en un saqueig com els Manuscrits de la mar Morta, per vendre'ls millor. Els nazis varen espoliar els museus i les col·leccions de tot Europa, i a l'Iraq es va fer una espoliació molt semblant.
Des de Heinrich Schliemann i Mortimer Wheeler no ha canviat massa en la destrucció inexorable de les dades arqueològiques. El pillatge continua i augmenta sense aturar, amb mètodes moderns com els detectors de metalls i els bulldozers, aprofitant-se de la pobresa d'alguns països o amb empreses senceres més o menys legals o paralegals dedicades a aquest comerç, en particular si es tracta d'arqueologia submarina. Els "Indiana Jones" actuals destrueixen tot el que toquen amb la seva impaciència i la seva manca de preparació, i perden per sempre objectes que podrien subministrar una valuosa informació sobre el passat. Aquests objectes poden romandre no catalogats, no estudiats i inaccessibles. Els jaciments arqueològics es degraden a una velocitat cada volta més gran i ningú els vigila ni estudia. Els pobres tombaroli (Itàlia), cercaídols (Índia), esteleros (Guatemala) i huaqueros (Perú) fan una professió de l'espoliació arqueològica i artística. Els museus de vegades deixen a banda els seus escrúpols morals. I el pillatge s'acarnissa especialment en els jaciments menys estudiats, com els africans i els hispanoamericans.

## Legislació espanyola
- Llei 16/1985, de 25 de juny, del Patrimoni Històric Espanyol[3]
- Llei Orgànica 10/1995, de 23 de novembre, del Codi Penal
- Llei Orgànica 12/1995, de 12 de desembre, de repressió del contraban
- Llei 22/1998, de 28 de juliol, de Costes
- Llei 27/1992, de 24 de novembre, de Ports de l'Estat i de la Marina Mercant
- Llei 60/1962, de Salvament i Troballes
- Reial Decret 111/1986, d'1 de gener, pel qual es desenvolupa parcialment la Llei 16/1985, de 25 de juny, del patrimoni històric espanyol (modificat pel Reial Decret 64/1994).
- Reial decret 1471/1989, d'1 de desembre, pel qual s'aprova el Reglament General per al desenvolupament i execució de la Llei 22/1988
- Reial decret 1112/1992, de 18 de setembre, pel qual es modifica parcialment el Reglament General per al desenvolupament i execució de la Llei 22/1988
- Decret 168/2003, de 17 de juny, pel qual s'aprova el Reglament d'Activitats Arqueològiques.